# Атка (Аљаска)
Атка (енгл. Atka) град је у америчкој савезној држави Аљаска.

## Демографија
По попису из 2010. године број становника је 61, што је 31 (-33,7%) становника мање него 2000. године.
| Група             | 2000.    | 2010.    |
| Белци             | 6 (6,5%) | 3 (4,9%) |
| Афроамериканци    | 0 (0,0%) | 0 (0,0%) |
| Азијати           | 1 (1,1%) | 0 (0,0%) |
| Хиспаноамериканци | 1 (1,1%) | 0 (0,0%) |
| Укупно            | 92       | 61       |